# くらしの友
株式会社くらしの友（くらしのとも）は、東京都大田区に本社を置き、首都圏を中心に冠婚葬祭互助会事業を行っている企業。

## 沿革
- 1967年（昭和42年）4月17日 - 東京新生活互助会を創立。本部を大田区西蒲田に置く。
- 1972年（昭和47年）
  - 東京新生活互助会株式会社を設立。
  - 蒲田駅ビル東館4階に花嫁センター蒲田店をオープン。
- 1973年（昭和48年）- 互助会の法制化により通産大臣許可第1号を取得。
- 1977年（昭和52年）- 株式会社くらしの友へ商号変更。
- 1978年（昭和53年）- 花嫁センター蒲田店を改装し、蒲田くらしの友会館をオープン。
- 1984年（昭和59年）- 「日本童謡の会」発足。
- 1986年（昭和61年）- 日産自動車との提携による業界初の企業内冠婚葬祭制度「ニコス会」発足。
- 1989年（平成元年）- 株式会社くらしの友全国法人共済事業部を開設。
- 1991年（平成3年）- コミュニティホール堀切（堀切総合斎場）開業。
- 1992年（平成4年）
  - 大空閣寺境内に「中宮殿納骨堂」建立。
  - 日野自動車福祉共済基金が儀式共済制度を導入、第1号として発足。
- 1993年（平成5年）- 東戸塚式場（東戸塚総合斎場）開業。
- 1995年（平成7年）- 消費者志向優良企業として経済産業大臣表彰を受賞。
- 1996年（平成8年）- 新横浜総合斎場開業。
- 1997年（平成9年）- みなと斎場 (みなと総合斎場) 開業。
- 1998年（平成10年）
  - 新狭山総合ホール（新狭山総合式場）開業。
  - 調布総合斎場開業。
  - くらしの友総合斎場開業。
- 1999年（平成11年）- 羽田総合斎場開業。
- 2000年（平成12年）	
  - 町田総合斎場開業。
  - 「消費者志向優良グループ」として新横浜総合斎場が経済産業大臣表彰受賞。
- 2001年（平成13年）- 津田山総合斎場および雪ヶ谷総合式場開業。
- 2002年（平成14年）- 相武台総合斎場開業。
- 2004年（平成16年）- 反町式場開業。
- 2005年（平成17年）- 桜新町式場開業。
- 2006年（平成18年）	
  - 株式会社全国儀式共済の社名を株式会社全国儀式サービスに変更。
  - 創立40周年として蒲田総合斎場開業。
- 2007年（平成19年）- 淵野辺総合斎場開業。
- 2008年（平成20年）- セレモニーホール水と緑の藤沢橋（藤沢橋総合斎場）開業。
- 2009年（平成21年）- 国領総合斎場開業。
- 2011年（平成23年）- 鶴見総合斎場および南大沢総合式場開業
- 2012年（平成24年）- 鶴川総合斎場、いずみ総合斎場および西谷総合斎場開業。
- 2013年（平成25年）- 港南台総合斎場開業。
- 2014年（平成26年）	
  - 立川総合斎場開業。
  - くらとも仏壇立川店開業。
- 2015年（平成27年）- 八王子北野セレモニーホーム開業。
- 2016年（平成28年）- 八王子総合斎場および鷺沼総合斎場開業。
- 2017年（平成29年）- 蒔田総合斎場開業。
- 2018年（平成30年）	
  - 株式会社シモンの株式を取得し「パトリック・キソ・ガーデン」がグループイン。
  - アダージョ世田谷代田開業。
- 2020年（令和2年）	
  - 「くらとも仏壇蒲田店」を「きずなテラス蒲田店」に改称し、リニューアルオープン。
  - メモリーズ株式会社がグループイン。
- 2021年（令和3年）
  - 株式会社YAMAKO グループイン。
  - リハコンテンツ株式会社へのフランチャイズ加盟。
- 2022年（令和4年）- 株式会社博善社 グループイン。

## 直営施設一覧

### 斎場
- 蒲田総合斎場
- 雪ヶ谷総合式場
- 羽田総合斎場
- 桜新町式場
- アダージョ世田谷代田
- 堀切総合斎場
- 梅島ホール
- 八王子総合斎場
- 南大沢総合式場
- 八王子北野セレモニーホーム
- 立川総合斎場
- 国領総合斎場
- 調布総合斎場
- 町田総合斎場
- 鶴川総合斎場
- 鶴川駅前総合斎場
- 新横浜総合斎場
- 鶴見総合斎場
- 反町式場
- みなと総合斎場
- 蒔田総合斎場
- 西谷総合斎場
- 東戸塚総合斎場
- 港南台総合斎場
- いずみ総合斎場
- 津田山総合斎場
- 鷺沼総合斎場
- 淵野辺総合斎場
- 相武台総合斎場
- 藤沢橋総合斎場
- 新狭山総合式場
- 館林総合斎場
- くらしの友総合斎場

### 仏壇店
- きずなテラス蒲田店
- くらとも仏壇立川店
- くらとも仏壇横浜店
- くらとも仏壇東戸塚店
- くらとも仏壇相模大野店

### 営業所
- 蒲田営業所
- 城南営業所
- 城東営業所
- 八王子営業所
- 立川営業所
- 調布営業所
- 横浜営業所
- 横浜南営業所
- 横浜東出張所
- 川崎営業所
- 町田営業所
- 埼玉営業所
- とちぎ営業所

## イメージキャラクター
- 市毛良枝[1]

## 提供番組
- 真相報道 バンキシャ!（日本テレビ）[2]